# ヴェルダンディ (小惑星)
ヴェルダンディ (621 Werdandi) は小惑星帯の小惑星。1906年11月11日にハイデルベルクでアウグスト・コプフによって発見された。
北欧神話の運命の女神、ノルン三姉妹の次女ヴェルザンディ (Verðandi) に因んで名付けられた。